# 카르바마제핀
카르바마제핀(Carbamazepine)은 뇌전증 치료제이므로, 3차 신경통을 비롯한 조울증, 조현병을 동반하는 환자의 발작을 예방하는 데 유용하다. 1963년 태그레톨(Tegretol)이라는 제품명으로 스위스에서 처음 허가되었고, CNS 전문 의약품 제조 업체인 명인제약의 '카마제핀CR정'을 비롯한, 환인제약의 '에필렙톨CR정', 부광약품의 '티모닐서방정'으로 허가되었다.

## 약리 작용
- 약물이 서서히 방출되어, 장시간 일정한 혈중농도를 유지하기 위한 서방형 제제인 CR로 처방되고 있지만, 여러 형태의 간질발작에 우수한 항경련을 발휘하여, 삼차신경통의 발생을 완화시켜 주는 이상적인 약리작용으로, 정신질환 및 뇌전증과 관련된 성격변화를 경감시켜주는 효과가 있다.

## 같이 보기
- 리튬
- 데파코트